# 웅가바목걸이레밍
웅가바목걸이레밍 또는 래브라도목걸이레밍(Dicrostonyx hudsonius), 엉게이바목걸리레밍은 비단털쥐과에 속하는 설치류의 일종이다. 북아메리카 레밍이다.

## 특징
짧고 통통한 몸에 갈색과 회색 털이 덮여 있으며, 얇고 짙은 줄무늬가 등을 따라 이어지며, 옆구리 쪽으로 노란 줄이 나 있다. 작은 귀와 짧은 다리, 아주 짧은 꼬리를 갖고 있으며, 목덜미의 붉은 무늬가 가슴을 가로질러 이어지며 귀 뒤로 붉은 반점이 있다. 겨울에는 흰털이 덮이며, 땅을 파기 좋게 앞발에 발톱이 발달해 있다. 평균 몸길이는 14cm이고, 꼬리 길이는 1.5cm, 몸무게는 약 60g이다.

## 분포 및 서식지
퀘벡주 북부와 래브라도의 툰드라 지역에서 발견된다. 여름에는 풀과 사초속 식물, 기타 녹색 식물을 먹고, 겨울에는 버드나무와 사시나무, 자작나무 등을 먹는다.

## 생태
일년에 2~3번에 걸쳐 4~8마리의 새끼를 낳는다. 지하 또는 은폐된 식물 속 둥지에서 새끼를 낳는다. 연중, 밤과 낮에 모두 활동적이다. 지표면 위 식물 사이에 통로를 만들며 영구동토층 위에 굴을 판다. 겨울에는 눈 아래에 굴을 판다. 3~4년을 주기로 개체수가 과잉 또는 급락한다. 개체수가 최고로 달할 때 레밍은 과잉 지역을 벗어난다. 마지막 빙하기 시기에 남아 있던 웅가바레밍의 흔적이 현재 분포 지역에서 멀리 떨어져 있는 오타와 계곡에서 발견된다.